# Championnat de France de baseball Élite 2010
Navigation
2009 2011
Le Championnat de France de baseball Élite 2010 regroupe les meilleures équipes françaises de baseball. Les Huskies de Rouen sont les tenants du titre. Cette saison ne se déroule qu'à 7 équipes.
Rouen s'impose à nouveau face à Savigny sur le score de 3-1 en finale. C'est leur sixième titre consécutif et le septième lors des huit dernières éditions.

## Déroulement
La saison régulière se déroule sur 14 journées, soit 24 matches par équipe. Les quatre premiers de la saison régulière s'affrontent lors des séries éliminatoires et les deux meilleures se retrouvent dans une finale en 5 matchs.
Pour la relégation, l'équipe classé 8e et dernière devait à l'origine être automatiquement reléguée en Nationale 1 et la formation classée 7e devait rencontrer le vice-champion de France de Nationale 1 en match de barrage. Avec l'inscription de seulement sept clubs, la relégation automatique du huitième n'a plus lieu d'être.

## Clubs
L'automne 2009 est assez agité au niveau des instances du baseball français qui sont confrontées à un problème réglementaire avec la formation championne de France de Nationale 1 en 2009 : les Marlins de Compiègne. Déjà bénéficiaire d'une dérogation pour évoluer en N1 malgré l'absence d'équipe de jeunes inscrite en championnat, l'équipe compiégnoise pose un problème. De plus, la fuite de talents vers d'autres horizons pousse l'assemblée générale des Marlins à envisager l'abandon du club au niveau national pour repartir au niveau régional. 
Le 30 décembre 2009, la direction des Hawks de La Guerche de Bretagne prend la décision de renoncer aux championnats nationaux pour des raisons financières,.
Le 27 mars 2010, la promotion du Paris UC est confirmée. Le championnat se disputera donc avec seulement sept clubs.
Clubs de l'édition 2010 :
| Equipe                    | Ville                              | Stade                  | Capacité           | Titres |
| ------------------------- | ---------------------------------- | ---------------------- | ------------------ | ------ |
| Cougars de Montigny       | Montigny-le-Bretonneux (Yvelines)  | Stade Jean-Maréchal    | 350 places assises | 0      |
| Barracudas de Montpellier | Montpellier (Hérault)              | Stade de Veyrassi      |                    | 3      |
| Paris Université Club     | Paris                              | Stade Pershing         |                    | 22     |
| Huskies de Rouen          | Rouen (Seine-Maritime)             | Terrain Pierre Rolland |                    | 6      |
| Lions de Savigny          | Savigny-sur-Orge (Essonne)         | Parc Jean-Moulin       |                    | 5      |
| Templiers de Sénart       | Savigny-le-Temple (Seine-et-Marne) | Stade des Templiers    |                    | 0      |
| Tigers de Toulouse        | Toulouse (Haute-Garonne)           | Stade Kandy-Nelson     |                    | 0      |

## Saison régulière

### Matchs
(les équipes qui jouent à domicile sont nommées en premier).
| - 11 avril - Toulouse 6 - 9 Savigny - Toulouse 5 - 4 Savigny - Montpellier 2 - 13 Sénart - Montpellier 6 - 5 Sénart - Montigny 1 - 5 Rouen - Montigny 6 - 16 Rouen - Exempt : PUC - 2 mai - PUC 7 - 1 Toulouse - PUC 4 - 22 Toulouse - Rouen 3 - 1 Sénart - Rouen 7 - 5 Sénart - Savigny 3 - 16 Montpellier - Savigny 3 - 2 Montpellier - Exempt: Montigny - 23 mai - Montigny 2 - 13 Sénart - Montigny 3 - 5 Sénart - PUC 9 - 19 Montpellier - PUC 7 - 8 Montpellier - Rouen 1 - 3 Savigny - Rouen 6 - 2 Savigny - Exempt: Toulouse - 13 juin - Toulouse 5 - 4 Rouen - Toulouse 2 - 3 Rouen - PUC 0 - 9 Montigny - PUC 13 - 12 Montigny - Sénart 3 - 15 Savigny - Sénart 9 - 17 Savigny - Exempt: Montpellier - 4 juillet - Montigny 5 - 12 Toulouse - Montigny 9 - 14 Toulouse - PUC 5 - 12 Sénart - PUC 9 - 16 Sénart - Rouen 2 - 3 Montpellier - Rouen 4 - 1 Montpellier - Exempt: Savigny |  | - 18 avril - Rouen 8 - 0 Toulouse - Rouen 10 - 0 Toulouse - Montigny 11 - 1 PUC - Montigny 15 - 17 PUC - Savigny 8 - 1 Sénart - Savigny 3 - 2 Sénart - Exempt: Montpellier - 9 mai - Toulouse 9 - 4 Montigny - Toulouse 7 - 4 Montigny - Sénart 13 - 2 PUC - Sénart 6 - 2 PUC - Montpellier 5 - 4 Rouen - Montpellier 3 - 6 Rouen - Exempt: Savigny - 30 mai - Savigny 4 - 1 Toulouse - Savigny 6 - 5 Toulouse - Sénart 1 - 2 Montpellier - Sénart 7 - 5 Montpellier - Rouen 12 - 0 Montigny - Rouen 11 - 1 Montigny - Exempt: PUC - 20 juin - Toulouse 5 - 15 Montpellier - Toulouse 5 - 12 Montpellier - Rouen 6 - 1 PUC - Rouen 11 - 1 PUC - Savigny 16 - 3 Montigny - Savigny 23 - 13 Montigny - Exempt: Sénart - 29 août - Savigny 14 - 4 PUC - Savigny 7 - 0 PUC - Montigny 2 - 22 Montpellier - Montigny 4 - 8 Montpellier - Toulouse 10 - 1 Sénart - Toulouse 1 - 7 Sénart - Exempt: Rouen |  | - 25 avril - Montpellier 8 - 2 Toulouse - Montpellier 13 - 0 Toulouse - PUC 4 - 12 Rouen - PUC 0 - 12 Rouen - Savigny 14 - 0 Montigny - Savigny 12 - 2 Montigny - Exempt: Sénart - 16 mai - PUC 4 - 14 Savigny - PUC 10 - 12 Savigny - Sénart 5 - 1 Toulouse - Sénart 8 - 2 Toulouse - Exempt: Rouen - 6 juin - Montpellier 13 - 5 Montigny - Montpellier 7 - 1 Montigny - 27 juin - Toulouse 9 - 4 PUC - Toulouse 14 - 4 PUC - Sénart 1 - 2 Rouen - Sénart 5 - 3 Rouen - Montpellier 16 - 6 Savigny - Montpellier 4 - 8 Savigny - Exempt: Montigny - 5 septembre - Sénart 4 - 6 Montigny - Sénart 6 - 7 Montigny - Montpellier 11 - 7 PUC - Montpellier 14 - 3 PUC - Savigny 9 - 3 Rouen - Savigny 7 - 6 Rouen - Exempt: Toulouse |  |

### Classement
| Pl. | Équipe                    | MJ | V  | D  | %    |
| --- | ------------------------- | -- | -- | -- | ---- |
| 1er | Lions de Savigny          | 24 | 20 | 4  | .833 |
| 2e  | Barracudas de Montpellier | 24 | 18 | 6  | .750 |
| 3e  | Huskies de Rouen          | 24 | 17 | 7  | .708 |
| 4e  | Templiers de Sénart       | 24 | 12 | 12 | .500 |
| 5e  | Tigers de Toulouse        | 24 | 9  | 15 | .375 |
| 6e  | Cougars de Montigny       | 24 | 5  | 19 | .308 |
| 7e  | Paris Université Club     | 24 | 3  | 21 | .125 |

MJ : matches joués, V : victoires, D : défaites, %: pourcentage de victoires.

## Play-off
Les 4 premiers de la saison régulière sont qualifiés pour les play-off. Il s'agit de Savigny, Montpellier, Rouen et Sénart. Les compteurs sont remis à zéro et chaque équipe rencontre les autres en programme triple (deux matchs le samedi, un le dimanche). À la suite de ces rencontres, les deux premiers sont qualifiés pour la finale au meilleur des 5 matchs.

### Phase de poule
| 18 septembre | 11.00 et 15.00 | Sénart      | Savigny     | 4 - 15 | 4 - 10 | X      |  |  |
| 19 septembre | 11.00          | Sénart      | Savigny     | X      | X      | 5 - 4  |  |  |
|              |                |             |             |        |        |        |  |  |
| 25 septembre | 11.00 et 15.00 | Savigny     | Montpellier | 5 - 1  | 3 - 0  | X      |  |  |
| 26 septembre | 11.00          | Savigny     | Montpellier | X      | X      | 5 - 4  |  |  |
| 25 septembre | 11.00 et 15.00 | Rouen       | Sénart      | 10 - 0 | 15 - 0 | X      |  |  |
| 26 septembre | 11.00          | Rouen       | Sénart      | X      | X      | 9 - 1  |  |  |
|              |                |             |             |        |        |        |  |  |
| 2 octobre    | 11.00 et 15.00 | Savigny     | Rouen       | 5 - 10 | 1 - 5  | X      |  |  |
| 3 octobre    | 11.00          | Savigny     | Rouen       | X      | X      | 7 - 8  |  |  |
| 2 octobre    | 11.00 et 15.00 | Montpellier | Sénart      | 1 - 5  | 16 - 0 | X      |  |  |
| 3 octobre    | 11.00          | Montpellier | Sénart      | X      | X      | 14 - 1 |  |  |
|              |                |             |             |        |        |        |  |  |
| 9 octobre    | 11.00 et 15.00 | Montpellier | Rouen       | 2 - 3  | NJ     | X      |  |  |
| 10 octobre   | 11.00          | Montpellier | Rouen       | X      | X      | NJ     |  |  |

* Les derniers matchs entre Rouen et Montpellier ont été annulés car Montpellier ne pouvait plus rejoindre Savigny au classement.
| Pl. | Équipe      | MJ | V | D | %     |
| --- | ----------- | -- | - | - | ----- |
| 1   | Rouen       | 7  | 7 | 0 | 1,000 |
| 2   | Savigny     | 9  | 5 | 4 | 0,556 |
| 3   | Montpellier | 7  | 2 | 5 | 0,286 |
| 4   | Sénart      | 9  | 2 | 7 | 0,222 |

J : rencontres jouées, V : victoires, D : défaites, PM : points marqués, PC : points concédés, % : pourcentage de victoire.

### Finale
La finale se joue au meilleur des 5 rencontres les week-ends des 16-17 et des 23-24 octobre. Elle est remportée par Rouen, 3-1.
| Match | Date       | Recevant | Visiteur | Score  | Notes      |
| ----- | ---------- | -------- | -------- | ------ | ---------- |
| 1     | 16 octobre | Savigny  | Rouen    | 4 - 16 | 7 manches  |
| 2     | 17 octobre | Savigny  | Rouen    | 5 - 10 |            |
| 3     | 23 octobre | Rouen    | Savigny  | 7 - 8  | 12 manches |
| 4     | 24 octobre | Rouen    | Savigny  | 5 - 1  |            |

## Play-down
Les équipes classées 5 à 7 de la saison régulière s'affrontent en play-down pour déterminer celle qui jouera sa place en Élite à l'occasion d'un barrage avec le finaliste N1. Les classements de la saison sont conservés. Chaque équipe affronte les deux autres en programme triple (deux matchs le samedi et un le dimanche). 
| Pl. | Équipe              | MJ | V | D  | %     |
| --- | ------------------- | -- | - | -- | ----- |
| 5   | Tigers de Toulouse  | 24 | 9 | 15 | 0,375 |
| 6   | Cougars de Montigny | 24 | 5 | 19 | 0,208 |
| 7   | PUC                 | 24 | 3 | 21 | 0,125 |

J : rencontres jouées, V : victoires, D : défaites, PM : points marqués, PC : points concédés, % : pourcentage de victoire.

### Phase de matchs
| Date         | Heure          | Recevant | Visiteur | Match 1 | Match 2 | Match 3 | Notes |
| ------------ | -------------- | -------- | -------- | ------- | ------- | ------- | ----- |
| 18 septembre | 11.00 et 15.00 | Montigny | PUC      | 9 - 3   | 9 - 14  | X       |       |
| 19 septembre | 11.00          | Montigny | PUC      | X       | X       | 12 - 16 |       |
| 25 septembre | 11.00 et 15.00 | Toulouse | PUC      | 4 - 10  | 7 - 5   | X       |       |
| 26 septembre | 11.00          | Toulouse | PUC      | X       | X       | 6 - 5   |       |
| 2 octobre    | 11.00 et 15.00 | Toulouse | Montigny | 4 - 6   | 14 - 3  | X       |       |
| 3 octobre    | 11.00          | Toulouse | Montigny | X       | X       | 4 - 1   |       |

| Pl. | Équipe              | MJ | V  | D  | %     |
| --- | ------------------- | -- | -- | -- | ----- |
| 5   | Tigers de Toulouse  | 30 | 12 | 18 | 0,400 |
| 6   | Cougars de Montigny | 30 | 7  | 23 | 0,233 |
| 7   | PUC                 | 30 | 7  | 23 | 0,233 |

J : rencontres jouées, V : victoires, D : défaites, PM : points marqués, PC : points concédés, % : pourcentage de victoire.

### Relégation
Cette édition ne s'étant déroulée qu'à 7 équipes, il n'y a donc pas de relégation automatique. Le PUC se maintient à la suite du forfait des Korvers de Dunkerque pour le match de barrage opposant le dernier de l'Élite au finaliste de la Nationale 1.